# 帕尔玛足球俱乐部
帕爾馬1913足球會（義大利語：Parma Calcio 1913，前稱為、，可简称及），简称帕爾馬足球會，是意大利的一家足球俱樂部。主场是坐落在意大利帕尔马市东南的泰甸尼球场。该队在1990年代升入甲级联赛，联赛最好成绩是第二名。球隊在欧洲赛场上的最好成绩是 1992–93 賽季的歐洲盃賽冠軍盃冠軍和两届欧洲足協盃冠军（1994–95 賽季和 1998–99 賽季）。

## 歷史
帕爾馬足球俱樂部成立於1913年7月，原名威爾第足球俱樂部（Verdi Football Club）。1969年夏天，該隊與另一足球隊帕爾門塞隊（A.C. Parmense）合併為帕爾馬足球俱樂部（Parma A.C.）。球隊長期徘徊於意大利足球乙級聯賽（Serie B）和丙級聯賽（Serie C）。1989至1990賽季，帕爾馬在乙級聯賽中表現不俗，最終於1990年5月27日以二比零的比分在主場擊敗雷焦安納（A.C. Reggiana 1919），升入甲級聯賽。在這一時期，當地的奶類製品行業巨頭──帕瑪拉特集團买下了球隊45％股份，為俱樂部主要贊助商。
九十年代屬於帕爾馬的黃金年代，由于球队老板坦斯(Stefano·Tanzi)对球队的大力支持和热爱，球队在甲組的成績一直穩步上揚，最典型的就是 1994–95 赛季与尤文图斯的三线决赛。并出產了不少著名球星，較著名的例子有法國的杜林、意大利的簡拿華路、保方、蘇拿，阿根廷的華朗、基斯普，瑞典的托马斯·布罗林，哥倫比亞的艾斯派拿，巴西的阿莫罗索等，著名教練有內維奧·斯卡拉（Nevio Scala）、安切洛蒂（Ancelotti）等。1993年獲得歐洲盃賽冠軍盃，1995年，1999年帕爾馬兩度贏得歐洲足協盃，乃球會史上最佳的成績。
自2003年该队的原赞助商帕玛拉特（Parmalat）集团因涉嫌金融违规而破产后，老板坦济锒铛入狱，球队成绩也大不如以往，甚至有降级的危险。在02-03、03-04赛季，普兰德利（Prandelli）治下打出了意甲青年近卫军的风采，和成为了球队史上最高产锋线搭档。
2004-2005赛季通过附加赛击败博罗尼亚（Bologna）而保住甲级球队资格。同时当年也打入了欧洲联盟杯4强，在被莫斯科中央陆军队(Moskow CSKA)淘汰后，结束了连续15年有资格参加欧洲赛事的历史。
2005年，曾任皇家馬德里會長的西班牙老板洛伦佐·桑斯（Lorenzo Sanz）打算收購球隊，但在最後放棄了出價。此後球隊一直由政府托管，直到2007年1月24日，31岁的企業家吉拉爾迪（Tommaso Ghirardi）收購了球隊，結束了3年的政府托管，并成爲了俱樂部主席，同年他請來了著名教練拉涅利（Claudio Ranieri）中途接手了瀕臨降級的球隊，并成功保級。
2007年夏，拉涅利離開球隊成為尤文圖斯（Juventus）隊主教練，而球隊則迎來了長期在意乙執教戰績出色的迪卡洛（Domenico Di Carlo）。2008年3月10日，在主場負於桑普多利亞（Sampdoria）后，前國際米蘭主教練埃克托·庫珀（Hector Cuper）接替了迪卡洛成爲了當時意甲唯一一名外教。
2008年5月18日，帕尔玛主场0:2负于国际米兰，在意甲比賽18年後第一次降级，同时国际米兰夺冠。而在赛前，库珀也被解职。
2009年5月17日，帕尔玛客场2:2战平(A.S. Cittadella)，提前两轮宣布重回意甲。
球會於2015年2月20日破產，并因此从甲级联赛被降入意大利足球丁級聯賽。接下來的兩年時間中，帕爾馬連續晉級，從丁級聯賽一路升回了乙級聯賽。在2018年5月18日，帕爾馬在第三個賽季重返意大利甲級聯賽。他們也是第一支做到三年連續晉級的意大利足球俱樂部。
在2020/2021賽季提早四輪降級。

## 球會榮譽
| 榮譽               | 次數     | 年度                            |
| 國內聯賽           | 國內聯賽 | 國內聯賽                        |
| ------------------ | -------- | ------------------------------- |
| 意甲亞军           | 2次      | 1994-95年，1996-97年            |
| 國內盃賽           |          |                                 |
| 意大利盃冠军       | 3次      | 1991-92年，1998-99年，2001-02年 |
| 意大利盃亞軍       | 2次      | 1994-95年，2000-01年            |
| 意大利超級盃冠军   | 1次      | 1999年                          |
| 意大利超級盃亞軍   | 3次      | 1992年，1995年，2002年          |
| 歐洲賽事           |          |                                 |
| 歐洲足協盃冠军     | 2次      | 1994-95年，1998-99年            |
| 歐洲盃賽冠軍盃冠军 | 1次      | 1992-93年                       |
| 歐洲盃賽冠軍盃亞軍 | 1次      | 1993-94年                       |
| 欧洲超霸杯冠军     | 1次      | 1993年                          |

## 球員名員（2025/26）
1. 粗體字為新加盟球員（青年隊提升不計）。
2. 取消共有球員制。
3. 2025年夏季轉會窗（英语：List of Italian football transfers summer 2025）：6月1日至10日，6月16日至9月1日。

### 現役球員
| 號碼  | 國籍                 | 球員                                       | 位置     | 年齡  | 加盟年份 | 前屬球會         | 轉會費      |
| 门 将 | 门 将                | 门 将                                      | 门 将    | 门 将 | 门 将    | 门 将            | 门 将       |
| ----- | -------------------- | ------------------------------------------ | -------- | ----- | -------- | ---------------- | ----------- |
| 31    | 日本                 | 鈴木彩艷（Zion Suzuki）                    | 門將     | 22    | 2025     | 聖圖爾登         | 750萬歐元   |
| 33    | 義大利               | 理查德·马可尼（Richard Marcone）           | 門將     | 32    | 2025     | SS Turris Calcio | 無透露      |
| 40    | 義大利               | 爱德华多·科尔维（Edoardo Corvi）           | 門將     | 24    | 2021     | 青年隊           | --          |
| 后 卫 |                      |                                            |          |       |          |                  |             |
| 3     | 委內瑞拉             | 约尔丹·奥索里奥（Yordan Osorio）           | 中后卫   | 31    | 2020     | 波尔图           | 410萬歐元   |
| 4     | 匈牙利               | 博通德·鲍洛格（Botond Balogh）             | 中后卫   | 23    | 2020     | 青年隊           | --          |
| 5     | 阿根廷               | 劳塔罗·巴伦蒂（Lautaro Valenti）           | 中后卫   | 26    | 2021     | 拉努斯           | 1,050萬歐元 |
| 14    | 義大利               | 埃马努埃莱·瓦莱里（Emanuele Valeri）       | 左后卫   | 26    | 2024     | 弗羅西諾內       | 自由轉會    |
| 15    | 義大利               | 恩里科·德尔普拉托（Enrico Del Prato）      | 右后卫   | 25    | 2022     | 亞特蘭大         | 275萬歐元   |
| 18    | 挪威                 | 马蒂亚斯·勒维克（Mathias Løvik）           | 左后卫   | 21    | 2025     | 莫迪             | 600萬歐元   |
| 39    | 澳大利亚             | 亚历山德罗·奇尔卡蒂（Alessandro Circati）  | 中后卫   | 21    | 2022     | 青年隊           | --          |
| 中 場 |                      |                                            |          |       |          |                  |             |
| 8     | 阿根廷               | 纳胡埃尔·埃斯特维斯（Nahuel Estévez）      | 防守中場 | 29    | 2022     | 克罗托内         | 130萬歐元   |
| 10    | 西班牙               | （Adrián Bernabé）                         | 正中場   | 24    | 2021     | 曼城U23          | 自由轉會    |
| 16    | 比利时               | 曼德拉·凱塔（Mandela Keita）               | 防守中場 | 23    | 2024     | 安特卫普         | 1,180萬歐元 |
| 23    | 科特迪瓦             | 德里薩·卡馬拉（Drissa Camara）             | 正中場   | 23    | 2021     | 青年隊           | --          |
| 27    | 巴西                 | 埃爾納尼·阿澤維多（Hernani）               | 正中場   | 31    | 2019     | 泽尼特           | 647萬歐元   |
| -     | 阿根廷               | 克里斯蒂安·奥多涅斯（Christian Ordóñez）   | 正中場   | 21    | 2025     | 沙士菲           | 850萬歐元   |
| -     | 丹麦                 | 奥利弗·索伦森（Oliver Sørensen）           | 中場     | 23    | 2025     | 热那亚           | 800萬歐元   |
| 前 鋒 |                      |                                            |          |       |          |                  |             |
| 7     | 波兰                 | 阿德里安·本內迪扎克（Adrian Benedyczak）   | 左翼     | 24    | 2021     | 什切青波貢       | 240萬歐元   |
| 9     | 刚果共和国           | 加布里埃尔·夏彭蒂埃（Gabriel Charpentier） | 中鋒     | 26    | 2022     | 热那亚           | 140萬歐元   |
| 11    | 瑞典                 | 彭圖斯·艾爾姆維斯特（Pontus Almqvist）     | 右翼     | 26    | 2024     | 羅斯托夫         | 50萬歐元    |
| 17    | 瑞典                 | 雅各布·翁德雷卡（Jacob Ondrejka）          | 左翼     | 22    | 2025     | 安特卫普         | 700萬歐元   |
| 28    | 羅馬尼亞             | 瓦伦丁·米哈拉（Valentin Mihăilă）          | 左翼     | 25    | 2020     | 卡拉奧華大學     | 910萬歐元   |
| 30    | 波斯尼亚和黑塞哥维那 | 米兰·久里奇（Milan Đurić）                 | 中鋒     | 35    | 2025     | 蒙扎             | 150萬歐元   |
| 32    | 阿根廷               | 馬特奧·佩萊格里諾（Mateo Pellegrino）      | 中鋒     | 23    | 2025     | 沙士菲           | 200萬歐元   |
| 61    | 突尼西亞             | 安拿斯·穆罕默德（Anas Haj Mohamed）        | 右翼     | 20    | 2023     | 青年隊           | --          |
| 62    | 波兰                 | 馬特烏什·科瓦爾斯基（Mateusz Kowalski）    | 輔鋒     | 38    | 2022     | 雅盖隆           | 100萬歐元   |
| -     | 克罗地亚             | 马蒂亚·弗里甘（Matija Frigan）             | 中鋒     | 22    | 2025     | 韋斯達路         | 1,000萬歐元 |

1. ↑  租借一季(19/20)後買斷
2. ↑  另浮動條款200萬歐元

### 外借球員
| 號碼             | 國籍             | 球員                        | 位置             | 年齡             | 加盟年份         | 外借球會         | 外借球季            |
| 2025年夏季轉會窗 | 2025年夏季轉會窗 | 2025年夏季轉會窗            | 2025年夏季轉會窗 | 2025年夏季轉會窗 | 2025年夏季轉會窗 | 2025年夏季轉會窗 | 2025年夏季轉會窗    |
| ---------------- | ---------------- | --------------------------- | ---------------- | ---------------- | ---------------- | ---------------- | ------------------- |
| -                | 義大利           | 拉希德·库达（Rachid Kouda） | 中場             | 23               | 2024             | 斯佩齊亞         | 24/25球季 25/26球季 |

### 離隊球員
1. 『*』為先租出一季或半季後售出。

| 號碼             | 國籍             | 球員                                        | 位置             | 年齡             | 加盟年份         | 加盟球會         | 轉會費           |
| 2025年夏季轉會窗 | 2025年夏季轉會窗 | 2025年夏季轉會窗                            | 2025年夏季轉會窗 | 2025年夏季轉會窗 | 2025年夏季轉會窗 | 2025年夏季轉會窗 | 2025年夏季轉會窗 |
| ---------------- | ---------------- | ------------------------------------------- | ---------------- | ---------------- | ---------------- | ---------------- | ---------------- |
| 13               | 法國             | 安吉-约恩·邦尼（Ange-Yoan Bonny）           | 中鋒             | 21               | 2021             | 国际米兰         | 2,300萬歐元      |
| 19               | 瑞士             | 西門·索姆（Simon Sohm）                     | 正中場           | 24               | 2020             | 佛罗伦萨         | 1,500萬歐元      |
| 20               | 法國             | 安托万·艾诺（Antoine Hainaut）              | 右中場           | 23               | 2022             | 威尼斯           | 55萬歐元         |
| 21               | 義大利           | 亚历山德罗·沃利亚科（Alessandro Vogliacco） | 中后卫           | 26               | 2025             | 热那亚           | 租借歸還         |
| 22               | 義大利           | （Matteo Cancellieri）                      | 右翼             | 23               | 2024             | 拉素             | 租借歸還         |
| 46               | 義大利           | （Giovanni Leoni）                          | 中后卫           | 18               | 2024             | 利物浦           | 3,100萬歐元      |
| 98               | 羅馬尼亞         | 丹尼斯·曼（Dennis Man）                     | 右翼             | 26               | 2021             | PSV燕豪芬        | 850萬歐元        |

## 著名球員
- （1996-2000，2010-12）
- （Ariel Ortega，1999-2000）
- （1998-99）
- （2002-04）
- （Sebastien Frey，2001-2005）
- （1996-2001）
- （Dino Baggio，1994-2000）
- （Simone Barone，1997-2004）
- （Antonio Benarrivo，1991-2004）
- （Daniele Bonera，2002-06）
- （Gianluigi Buffon，1995-2001，2021-23）
- （Fabio Cannavaro，1995-2002）
- （Enrico Chiesa，1996-99）
- （Marco Di Vaio，1999-2002）
- （Alberto Gilardino，2002-05）
- （1995-96）
- 迭戈·富塞尔（Diego Fuser，1998-2001）
- （Gianfranco Zola，1993-96）
- 中田英壽（2001-04）
- （Adrian Mutu，2002-03）
- （2000-01）
- （Antonio Cassano 2013-15）

## 外部連結
- 球會官方網站 （页面存档备份，存于）
- 香港帕爾馬海外球迷會Facebook專頁